# Xuekulue (sockenhuvudort i Kina, Shanxi Sheng, lat 39,41, long 112,80)
Xuekulue är en sockenhuvudort i Kina. Den ligger i provinsen Shanxi, i den norra delen av landet, omkring 170 kilometer norr om provinshuvudstaden Taiyuan. Antalet invånare är 9 379. Befolkningen består av 4 548 kvinnor och 4 831 män. Barn under 15 år utgör 17,0 %, vuxna 15-64 år 72 %, och äldre över 65 år 10,0 %.
Runt Xuekulue är det ganska tätbefolkat, med 139 invånare per kvadratkilometer. Närmaste större samhälle är Daiyue, 12,6 km norr om Xuekulue. Trakten runt Xuekulue består i huvudsak av gräsmarker.
Genomsnittlig årsnederbörd är 633 millimeter. Den regnigaste månaden är juli, med i genomsnitt 184 mm nederbörd, och den torraste är januari, med 3 mm nederbörd.